# San Mauro la Bruca
San Mauro la Bruca är en ort och kommun i provinsen Salerno i regionen Kampanien i Italien. Kommunen hade 571 invånare (2017).